# NGC 2007
NGC 2007 is een spiraalvormig sterrenstelsel in het sterrenbeeld Schilder. Het hemelobject werd op 27 december 1834 ontdekt door de Britse astronoom John Herschel.

## Synoniemen
- ESO 204-19
- AM 0533-505
- PGC 17478